# Бадряшевский сельсовет
Бадряшевский сельсовет — муниципальное образование в Татышлинском районе Башкортостана.
Административный центр — деревня Бадряшево.

## История
Согласно Закону о границах, статусе и административных центрах муниципальных образований в Республике Башкортостан имеет статус сельского поселения.

## Население
| 2002  | 2009  | 2010  | 2012  | 2013  | 2014  | 2015  |
| ----- | ----- | ----- | ----- | ----- | ----- | ----- |
| 1471  | ↘1310 | ↘1289 | ↘1244 | ↘1219 | ↘1176 | ↘1131 |
| 2016  | 2017  | 2018  |       |       |       |       |
| ↘1110 | ↘1093 | ↘1065 |       |       |       |       |

## Состав сельского поселения
| № | Населённый пункт | Тип населённого пункта          | Население |
| - | ---------------- | ------------------------------- | --------- |
| 1 | Бадряшево        | деревня, административный центр | →361      |
| 2 | Беляшево         | село                            | ↘469      |
| 3 | Юда              | деревня                         | ↘186      |
| 4 | Старосолдово     | деревня                         | ↘134      |
| 5 | Аук-Буляк        | деревня                         | ↗133      |
| 6 | Байкибаш         | деревня                         | ↘3        |
| 7 | Верхняя Салаевка | деревня                         | ↘3        |

## Известные уроженцы
- Хания Фархи (30 мая 1960 – 27 июля 2017) — татарская певица, Народная артистка Республики Татарстан (2000)[17].